# Nelli Witaljewna Korowkina
Nelli Witaljewna Korowkina (russisch Нелли Витальевна Коровкина, UEFA-Transkription Nelli Korovkina; * 1. November 1989 in Moskau) ist eine russische Fußballspielerin. Die Abwehrspielerin steht beim Verein SchWSM Ismailowo Moskau unter Vertrag und spielt für die A-Nationalmannschaft.

## Erfolge
- Slavic-Cup-Sieger 2013